# Hal Finney (programista)
Harold Thomas Finney II (ur. 4 maja 1956 w Coalinga, zm. 28 sierpnia 2014 w Phoenix) – amerykański programista.  Na początku swojej kariery był głównym programistą kilku gier konsolowych. Później pracował w PGP Corporation. Był także wczesnym współtwórcą Bitcoina i otrzymał pierwszą transakcję bitcoinową od twórcy Bitcoina, Satoshi Nakamoto.

## Młodość i edukacja
Finney urodził się w Coalinga w Kalifornii, 4 maja 1956 roku, jako syn Virginii i Harolda Thomasa Finneya. Jego ojciec był inżynierem naftowym. Harold Finney II uczęszczał do California Institute of Technology, gdzie ukończył studia z tytułem licencjata inżynierii w 1979 roku.

## Kariera
Po ukończeniu Caltech rozpoczął pracę w branży gier komputerowych dla firmy, która opracowała gry wideo takie jak Adventures of Tron, Armor Ambush, Astrosmash i Space Attack. Później pracował w PGP Corporation, gdzie pracował aż do swojej emerytury w 2011 roku.
Finney był aktywistą w dziedzinie kryptografii. Początkiem lat 90., oprócz regularnego pisania na cypherpunkowej liście mailingowej, Finney prowadził dwie anonimowe skrzynki pocztowe.  Dalsze działania w zakresie kryptografii obejmowały organizację (udanego) konkursu na złamanie szyfrowania eksportowego używanego przez Netscape.
Finney brał udział w opracowaniu pierwszego anonimowego przekazywacza poczty elektronicznej, narzędzia umożliwiającego wysyłanie e-maili z ukrytą tożsamością nadawcy . Był jednym z wczesnych współtwórców tej technologii zwiększającej prywatność, która odegrała znaczącą rolę w ruchu cypherpunk oraz szerszej dziedzinie prywatności online.
W 2004 roku Finney stworzył pierwszy system Proof of Work przed Bitcoinem. W styczniu 2009 stał się pierwszym odbiorcą transakcji bitcoinowej.

## Bitcoin
Jako cypherpunk Finney powiedział:

It seemed so obvious to me: "Here we are faced with the problems of loss of privacy, creeping computerization, massive databases, more centralization - and [David] Chaum offers a completely different direction to go in, one which puts power into the hands of individuals rather than governments and corporations. The computer can be used as a tool to liberate and protect people, rather than to control them."
Wydało mi się to tak oczywiste: "Stojąc w obliczu problemów z utratą prywatności, postępującej komputeryzacji, masowych baz danych, większej centralizacji - [David] Chaum proponuje zupełnie inny kierunek, który daje moc w ręce jednostek, a nie rządów i korporacji. Komputer może być używany jako narzędzie do wyzwolenia i ochrony ludzi, a nie do ich kontrolowania.

Był jednym z pierwszych użytkowników Bitcoina i 12 stycznia 2009 otrzymał pierwszą transakcję od Satoshi Nakamoto.
Finney mieszkał przez 10 lat w tym samym mieście, co Dorian Satoshi Nakamoto (Temple City w Kalifornii), co przyczyniło się do spekulacji, że mógł być twórcą Bitcoina. Finney zaprzeczył, że był Satoshi Nakamoto.

## Choroba i śmierć
W marcu 2013 roku Finney opublikował na forum Bitcoin, BitcoinTalk, publikację zatytułowaną „Bitcoin i ja (Hal Finney)”, w której stwierdza, że był praktycznie sparaliżowany. Wspomina, że dowiedział się, iż Bitcoin zyskał wartość pieniężną pod koniec 2010 roku i wspomina, że pomimo iż stwardnienie zanikowe boczne (ALS) spowalniała jego zdolności do programowania, wciąż kochał programowanie i że dawało mu to cele. Kontynuował programowanie aż do śmierci; pracował nad eksperymentalnym oprogramowaniem o nazwie bcflick, które wykorzystuje Trusted Computing do wzmacniania portfeli Bitcoin.
W ostatnim roku swojego życia, Finneyowie otrzymali anonimowe telefony, w których żądano okupu w wysokości 1000 Bitcoinów. Stali się ofiarami tzw. „swattingu” – oszustwa polegającego na tym, że sprawca dzwoni na numer alarmowy z podrobionego numeru telefonu i udaje, że popełnił straszliwą zbrodnię, mając nadzieję na sprowokowanie uzbrojonej odpowiedzi policji do domu ofiary. Szantażyści żądali więcej Bitcoinów, niż Finney miał pozostałych po wykorzystaniu większości z nich na pokrycie wydatków medycznych w 2013 roku.
Zmarł 28 sierpnia 2014 w Phoenix. Jego ciało zostało poddane krionice przez Alcor Life Extension Foundation.